# William Gillespie

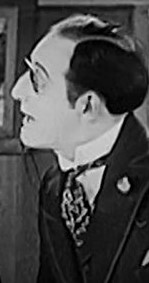
William Gillespie in The Noon Whistle (1923)

William Gillespie (* 24. Januar 1894 in Aberdeen, Schottland; † 23. Juni 1938 in Los Angeles, Kalifornien) war ein schottischer Schauspieler.

## Leben und Karriere
Geboren in Schottland, spielte William Gillespie schon 1915 mit 21 Jahren in seinem ersten Hollywood-Film The Runt. Er begann seine Karriere als Nebendarsteller in drei Filmen von Charlie Chaplin, etwa als Drogenabhängiger in Leichte Straße (1917). Ab 1917 arbeitete er als Neben- und Kleindarsteller bei einer Vielzahl von Filmen für die Hal Roach Studios, wobei er oftmals biedere Offizielle, Geschäftsmänner, Ärzte oder Verkäufer verkörperte, in denen er oftmals deutlich älter wirkte, als er eigentlich war. Er war als Nebendarsteller zu verschiedenen Komikern wie Stan Laurel, Snub Pollard oder Charley Chase zu sehen. Seine profilierteste Zusammenarbeit hatte er jedoch mit Starkomiker Harold Lloyd, den er in insgesamt 60 Filmen als Nebendarsteller unterstützte. Auch an der Seite der Kleinen Strolchen war Gillespie in fast 30 Kurzfilmen zu sehen. Gegen Ende seiner Filmkarriere spielte er auch in sechs Filmen mit Laurel und Hardy. Insgesamt war Gillespie in fast 180 Filmen zu sehen, die Mehrzahl davon Kurzfilme und von Hal Roach produziert.
1933 zog er sich nach einem Auftritt in Die Wüstensöhne zunächst aus dem Schauspielgeschäft zurück, kehrte aber noch einmal für eine kleine Rolle als Fahrer in dem 1939 erschienenen Film The Adventures of Jane Arden auf die Leinwand zurück. Doch bereits vor Veröffentlichung dieses Filmes war Gillespie im Alter von nur 44 Jahren an einer chronischen Tuberkulose verstorben. Über sein Privatleben ist bekannt, dass er verheiratet war.

## Filmografie (Auswahl)
- 1915: The Runt
- 1917: Leichte Straße (Easy Street)
- 1917: Der Einwanderer (The Immigrant)
- 1917: Die Kur (The Cure)
- 1917: Move On
- 1919: Bumping Into Broadway
- 1919: Von der Hand in den Mund (From Hand to Mouth)
- 1919: Ask Father
- 1920: Höhenrausch (High and Dizzy)
- 1920: An Eastern Westerner
- 1920: Die Nummer, bitte? (Number, Please?)
- 1920: Entgeisterte Gespenster (Haunted Spooks)
- 1921: Nur nicht schwach werden (Never Weaken)
- 1921: High Society
- 1921: Matrose wider Willen (A Sailor-Made Man)
- 1922: Großmutters Liebling (Grandma's Boy)
- 1922: Dr. Jack
- 1923: Lieber krank als sorgenfrei (Why Worry?)
- 1923: Ausgerechnet Wolkenkratzer! (Safety Last!)
- 1927: The Second Hundred Years
- 1929: Der Prinz im Fahrstuhlschacht (Double Whoopee)
- 1929: Blinde Wut (Wrong Again)
- 1930: Pups Is Pups
- 1931: Retter in der Not (One Good Turn)
- 1932: Der zermürbende Klaviertransport (The Music Box)
- 1933: Die Wüstensöhne (Sons of the Desert)
- 1939: The Adventures of Jane Arden